# 食風
食風（日语：／ Kaze Wo Hamu */?）是日本的日系搖滾樂團Yorushika的歌曲。最早於2020年10月7日由日本環球音樂發行公布於各大平台上。

## 概述
- 此曲為Yorushika的第四個配信作品。
- 此曲做為TBS「NEWS23」的片尾曲[3][4]。
- 以下是關於Yorushika編曲者的n-buna對於本曲主題的說明。

|          | 在一個手指點一下就可以買東西的現代社會中，我想寫一首歌，輕輕用以包裹我厭倦了消費的心。 |
| ——n-buna |                                                                                        |

## 收錄
| 音樂配信 | 音樂配信 | 音樂配信 | 音樂配信 |
| 曲序     | 曲目     | 词曲     | 时长     |
| -------- | -------- | -------- | -------- |
| 1.       | 吞食清風 | n-buna   | 4:29     |
| 总时长： | 总时长： | 总时长： | 4:29     |